# Hoplotarache hemiselenias
Hoplotarache hemiselenias là một loài bướm đêm trong họ Noctuidae.